# Stefan Thurner
Stefan Thurner (* 1969 in Innsbruck) ist ein österreichischer Physiker und Komplexitätsforscher. Seit 2009 ist er Professor für die Wissenschaft Komplexer Systeme an der Medizinischen Universität Wien. Seit 2015 leitet er den Complexity Science Hub Vienna (CSH). Vom Klub der Bildungs- und Wissenschaftsjournalisten wurde er als österreichischer Wissenschafter des Jahres 2017 ausgezeichnet.

## Leben
Stefan Thurner studierte Theoretische Physik an der Universität Wien und der Technischen Universität Wien. Nach Aufenthalten an der Columbia University (1995/96), der Humboldt-Universität zu Berlin und der Boston University (1996/97) habilitierte er 2001 an der Technischen Universität Wien. Ein zweites Doktoratsstudium in Wirtschaftswissenschaften absolvierte er an der Universität Wien.
Seit 2009 ist Thurner Professor für die Wissenschaft Komplexer Systeme an der Medizinischen Universität Wien. Seit 2007 ist er externer Professor am Santa Fe Institute. Von 2010 bis 2020 war er Senior Researcher am Internationalen Institut für angewandte Systemanalyse (IIASA) in Laxenburg. Seit 2015 leitet er den von ihm mitinitiierten Complexity Science Hub Vienna (CSH), seit 2016 hält er eine Gastprofessur an der Nanyang Technological University.
In seiner wissenschaftlichen Arbeit beschäftigt sich Stefan Thurner unter anderem mit Grundlagen komplexer Systeme, systemischem Risiko, Netzwerkmedizin, Computational Social Science und Finanzkrisen.

## Auszeichnungen (Auswahl)
- 2017: Wissenschafter des Jahres des Klubs der Bildungs- und Wissenschaftsjournalisten[3][4]
- 2021: Paul-Watzlawick-Ehrenring der Wiener Ärztekammer[6], gemeinsam mit Peter Klimek

## Publikationen (Auswahl)
- mit Hildegard Meyer-Ortmanns: Principles of evolution: from the Planck epoch to complex multicellular life. Springer, Berlin/ Heidelberg 2011, ISBN 978-3-642-26802-1.
- Systemic financial risk, Steinbeis/OECD Publishing, Stuttgart/ Paris 2012, ISBN 978-3-941417-93-9.
- mit J. Doyne Farmer und J. Geanakoplos: Leverage causes fat tails and clustered volatility. In: Quantitative Finance. 12, 2012, S. 695–707. doi:10.1080/14697688.2012.674301
- mit R. Hanel und Murray Gell-Mann: How multiplicity of random processes determines entropy and the derivation of the maximum entropy principle for complex systems. In: Proceedings of the National Academy of Sciences USA. 111, 2014, S. 6905–6910. doi:10.1073/pnas.1406071111
- mit P. Klimek und S. Aichberger: Disentangling genetic and environmental risk factors for individual diseases from multiplex comorbidity networks. In: Scientific Reports. 6, 2016, S. 39658, doi:10.1038/srep39658
- mit S. Poledna: Elimination of systemic risk in financial networks by means of a systemic risk transaction tax. In: Quantitative Finance. 16, 2016, S. 1469–7696. doi:10.1080/14697688.2016.1156146
- mit R. Hanel, P. Klimek: Introduction to the Theory of Complex Systems. Oxford University Press, Oxford 2018, ISBN 978-0-19-882193-9.
- Big Data und die Folgen: sind wir noch zu retten?, Picus-Verlag, Wien 2019, ISBN 978-3-7117-3014-5
- Die Zerbrechlichkeit der Welt: Was uns droht. Wie wir uns schützen. edition a, Wien 2020, ISBN 978-3-99001-428-8